# Linha Ocidental
A Linha Ocidental ou Linha do Oeste (em sueco: Västra stambanan) é uma via férrea que atravessa transversalmente a Suécia, ligando Gotemburgo a Estocolmo - as duas maiores cidades do país, e passando por Alingsås, Herrljunga, Falköping, Skövde, Hallsberg, Katrineholm e Södertälje .                                                                                     

Tem uma extensão de 455 km, tem via dupla e está completamente eletrificada.

|  |  |

## Itinerário
- Gotemburgo
- Alingsås
- Herrljunga
- Falköping
- Skövde
- Hallsberg
- Katrineholm
- Södertälje
- Estocolmo